# فوجیوارا نو تادامیچی
فوجیوارا نو تادامیچی (به ژاپنی: 藤原 忠通 Fujiwara no Tadamichi); ۱۵ مارس ۱۰۹۷ – ۱۳ مارس ۱۱۶۴) نایب‌السلطنه، خوشنویس اهل ژاپن بود. در شورش هوگن در سال ۱۱۵۶ میلادی وی در جبهه امپراتور گو شیراکاوا بود در صورتیکه برادر وی فوجیوارا نو یوریناگا در طرف امپراتور سوتوکو بود. وی پدر جیئن راهب بودایی و تاریخدان ژاپن بود.